# King Robert of Sicily (film 1912)
King Robert of Sicily è un cortometraggio muto del 1912 diretto da Hay Plumb.

## Trama
Un giullare sostituisce un re. Il nuovo sovrano si dimostra un angelo al confronto del vero re, un uomo superbo e arrogante.

## Produzione
Il film fu prodotto dalla Hepworth.

## Distribuzione
Distribuito dalla Hepworth, uscì nelle sale cinematografiche britanniche 15 dicembre 1912.